# Le Démocrate (journal suisse)
Pour les articles homonymes, voir Le Démocrate.
Le Démocrate était un quotidien jurassien de langue française édité à Delémont. Fondé en 1877, il a fusionné avec Le Pays en 1993 pour donner naissance au Quotidien jurassien.
Le Démocrate a été créé par Emile Boéchat, qui fut notamment maire de Delémont et conseiller national, dans le but de donner une nouvelle impulsion au programme des libéraux jurassiens.
Au début du XXe siècle, la rédaction du journal est reprise par Bertrand Schnetz, qui apporte au Démocrate une nouvelle vie. Le journal se développe en étoffant sa rubrique internationale. Durant la Première Guerre mondiale, il fait apparaître le sous-titre « Journal politique suisse et d’informations ». Par son indépendance de jugement et par la qualité de ses informations, Le Démocrate a vu sa réputation déborder largement le cadre des frontières jurassiennes. Lors des conflits qui ont opposé la France à l'Allemagne, Le Démocrate n'a jamais caché sa sympathie pour sa grande voisine. L'un de ses premiers rédacteurs en chef, M. Bertrand Schnetz, ayant passé de nombreuses années à Paris, était très imprégné de culture française. Estimant que la première tâche d'un journal à proximité d'un théâtre de guerre était d'informer aussi complètement que possible ses lecteurs, M. Schnetz créa un véritable service de renseignements sur ce qui se passait entre les Vosges et la Suisse.
Pendant près d'un siècle, la famille de Bertrand Schnetz dirigera le journal et lui donnera les impulsions rédactionnelles et techniques qui en feront finalement le principal quotidien jurassien d'information. Le dernier directeur du journal fut Jean Schnetz (1935-1975), qui figurait parmi les dirigeants du Parti libéral-radical jurassien et de la 3e Force (Mouvement pour l'Unité du Jura). Au sommet de sa carrière, alors que le rédacteur en chef était Jean-Luc Vautravers, le journal tire à 18 000 exemplaires et affirme son dynamisme. Le dernier numéro paraît le 31 mai 1993.